# Карденас Вильяльба, Кандидо
Кандидо Карденас Вильяльба (исп. Cándido Cárdenas Villalba, 3 октября 1941 года, Суписия, Парагвай) — католический прелат, второй епископ Бенхамина-Асеваля с 6 июля 1998 года.

## Биография
Родился 3 октября 1941 года в населённом пункте Суписия, Парагвай. Получил среднее образование в начальной семинарии Святейшего Сердца Иисуса в городе Вильяррика-дель-Эспириту-Санто. Изучал богословие и философию в семинарии Вознесения Девы Марии архиепархии Трира, Германия. 12 июля 1970 года был рукоположен в священника. Возвратившись в Парагвай, служил викарием в приходе Святого Павла в городе Каакупе. Позднее был назначен про-ректором Высшей духовной семинарии Парагвая в Асенсьоне и потом - ректором. На этой должности находился до 1981 года. В 1983 году был назначен генеральным викарием епархии Карапегуа. С 1986 года по 1996 год был настоятелем кафедрального собора епархии Карапегуа.  
6 июля 1998 года Римский папа Иоанн Павел II назначил Кандидо Корденеса Вильяльбу епископом Бенхамина-Асеваля. 20 сентября 1998 года состоялось рукоположение в епископа, которое совершил архиепископом Асунсьона Фелипе Сантьяго Бенитес Авалос в сослужении с епископом Карапегуа Сельсо Йегросом Эстигаррибией и епископом Сан-Хуан-Баутиста-де-лас-Мисьонеса Марио Меланио Мединой Салиносом.